# Paul Benő
Paul Benő (Budapest, Terézváros, 1901. augusztus 21. – New York, 1956. június 19.) belgyógyász, egyetemi magántanár.

## Élete
Paul Lipót (1865–1945) orvos, a Budapesti Sakk-kör elnöke és Wiener Ella (1877–1934) gyermekeként született zsidó családban. Testvérei Katalin (1896), Piroska (1900) és László (1906). 1930-ban kikeresztelkedett a református vallásra és utóneve Benő Andorra változott.
Középiskolai tanulmányait 1911 és 1919 között a Budapesti V. Kerületi Magyar Királyi Állami Főgimnáziumban végezte. A budapesti Pázmány Péter Tudományegyetemen 1926. november 6-án avatták orvosdoktorrá. 1924 és 1926 között a Gyógyszertani Intézet díjas gyakornoka, majd az I. sz. Belgyógyászati Klinika díjtalan gyakornoka volt. 1930 után a debreceni Tisza István Tudományegyetem Belklinikáján dolgozott. 1933-ban a bécsi Collegium Hungaricum ösztöndíjasa volt. 1936-ban a belgyógyászati allergiás betegségek kór- és gyógytana című tárgykörből magántanárrá habilitálták. Ugyanebben az évben a legjobb orvosegyesületi előadásért megkapta a Tauszk Ferenc-díjat a Királyi Orvosegyesülettől. Az 1930-as évek végén családjával elhagyta Magyarországot és az Amerikai Egyesült Államokban telepedtek le.
Felesége Filótás Mária (1917–?) volt, Fried Pál és Spitz Adél lánya, akivel 1937. január 12-én Simontornyán kötött házasságot. Két gyermekük született: Andrew (1938) és Veronica (Ronnie).

## Művei
- A hypertoniás hyperglykaemiáról. Fritz Gusztávval. (Orvosi Hetilap, 1925, 6.)
- Állandó-e a nyulak vérének cukortartalma? (Orvosi Hetilap, 1925, 18.)
- A serum és szerv-lipase gyengítése brómmal. (Magyar Orvosi Archívum, 1926)
- A lipoidok hatása a vegetativ idegrendszerre. Weiss Istvánnal. (Orvosi Hetilap, 1928, 45.)
- A vegetatív idegrendszer és a vérlipoidok közötti összefüggésről. (Orvosi Hetilap, 1929, 5.)
- Cholesterinvizsgálatok asthma bronchialenál. Fornet Bélával, Dzsinich Antallal. (Orvosi Hetilap, 1929, 25.)
- Oedemakészség és a lipoidok. – A vér hydrogen-ionconcentratiojának és lipoidjainak összefüggéséről. (Magyar Orvosi Archívum, 1929, 30.)
- Szervkivonatok hatása anaphylaxiás jelenségekre. Roth Imrével. (Orvosi Hetilap, 1932, 20.)
- Májfunctio és anaphylaxiás shok. IIl. A májfunctio és allergiás jelenségek közötti összefüggés klinikája. Róth Imrével. (Orvosi Hetilap, 1933, 5.)
- A vér cholesterintelítettsége allergiás betegségekben. (Orvosi Hetilap, 1933, 21.)
- Van-e összefüggés a máj működése és a vér complementtartalmának csökkenése között anaphylaxiás és histaminshokban. Popper H-val. (Magyar Orvosi Archívum, 1933, 34.)
- A reticuloendothelialis rendszer befolyása a véralvadás shok alatti változására. Pélyi Mihállyal. (Magyar Orvosi Archívum, 1934)
- Az acetylcholin, mint gyomor-röntgendiagnostikum. Udvardy Lászlóval. (Orvosi Hetilap, 1934, 22.)
- A vér complementtartalmának csökkenéseallergiás betegségekben. Pélyi Mihállyal. (Orvosi Hetilap, 1934, 34.)
- Konyhasómegterheléses vizsgálatok allergiás betegségekben. Végh Pállal. (Orvosi Hetilap, 1934, 44.)
- Allergia és vízanyagcsere. (Orvosi Hetilap, 1935, 46–47.)
- Máj parenchyma és vízforgalom. Végh Pállal. (Orvosi Hetilap, 1936, 18.)
- Májbajosok vérplasmájának változása a Head-zóna ingerlése után. (Orvosi Hetilap, 1936, 23.)
- Allergiás betegségek kezelése magnesium-sulfáttal. (Orvosi Hetilap, 1936, 38.)
- Allergiás betegségek magnophyllinhistamin kezelése. Dzsinich Antallal. (Orvosi Hetilap, 1936, 51–52.)
- Allergia és allergiás belgyógyászati betegségek. Fornet Bélával. Novák Rudolf és Társa, 1938